# ヴィーラ
ヴィーラ（ロシア語: Вира）とは、中世ルーシ（キエフ大公国）やスカンディナヴィアにおいて採用されていた、殺人罪に対する賠償金・またその賠償制度のことである。ヴィーラは犯人が金銭で賠償した。また、他の罪における金銭での賠償もヴィーラと呼ばれていたものがある。

## 概要
キエフ大公国のヴィーラの額は、家柄と、殺害された者の社会的地位に応じた規定がなされていた。例えば、クニャージ（公）を殺害した場合のヴィーラは、ドルジーナ（公の従士などを務めた軍人・官人階級）には80グリヴナが課されたのに対し、スメルド（農民階級）は5グリヴナの支払いが課された。キエフ大公国の成長と共に、ヴィーラを成文化した法律（『ルースカヤ・プラウダ』（ルーシ法典））が登場し、従来行われていた復讐法の慣例を駆逐していった。その復讐法からヴィーラへの変化は、『ルースカヤ・プラウダ』本文から明確に読み取ることができる。
また、「ディカヤ・ヴィーラ」（人命金）と呼ばれるヴィーラは、キエフ大公国独特の形式のヴィーラであり、単純な殺人（盗みなどを伴わない殺人）が起きた際に、犯人の所属する共同体に罰金の支払いが要求された。この形式のヴィーラは連帯保証の性格を有しているために、一種の警察機能を果たしていた。ただしディカヤ・ヴィーラに関する解釈はいまだ定まっておらず、共同体に頼らず個人で罰金を支払うことのできる富裕層の出現を示唆する制度であるという説もある。
古代・中世のヨーロッパの人々の間には、ヴィーラと類似した刑法があった。例えば古代ゲルマン人の間では、殺人罪に対し支払う金銭は「Weregild」、「wergild」等と呼ばれていた。ケルト人は私刑を伴う似たような慣習を有していた。また古代アイスランド人は「e(i)ricfine」、ウェールズ人は「galanas」、ポーランド人は「グロヴシチノユ（注：ロシア語表記の日本語転写）」という、ヴィーラに似た賠償法を採用していた。